# Melitaea subrubida
Melitaea subrubida är en fjärilsart som beskrevs av Ruggero Verity 1919. Melitaea subrubida ingår i släktet Melitaea och familjen praktfjärilar. Inga underarter finns listade i Catalogue of Life.